# 확장 그로트 띠
확장 그로트 띠(Extended Groth Strip)는 허블 우주 망원경으로 큰곰자리의 작은 영역을 찍은 사진을 말한다. 영역의 크기는 너비가 70 분각이며 폭은 10 분각이다. 이 시야각은 대략 손을 쭉 편 상태에서 바라 본 손가락의 면적 정도에 해당한다. 이 사진은 2004년 6월부터 2005년 3월까지 다른 지점 63군데를 향하여, 허블 우주 망원경에 탑재된 탐사용 고성능 카메라(ACS, Advanced Camera for Surveys)로 500번에 걸친 노출을 통해 찍은 사진들을 조합한 것이다.
확장 그로트 띠는 프린스턴 대학의 물리학자 에드워드 그로트의 이름을 딴 것이다. 이 프로젝트는 캘리포니아 대학교 산타 크루즈의 물리학 교수이자 천문학자 샌드라 페이버와, 캘리포니아 대학교 버클리의 천문학 교수 마크 데이비스의 공동 작업으로 진행되었다.
그로트 띠 내에는 최소 5만 개에 이르는 은하가 있으며, 사람으로 치면 초등학생에서 청소년 정도 되는 젊은 별들을 통하여 우주의 나이에 대한 새로운 단서를 주고 있다. 띠에 나타나는 은하들은 고르게 퍼져 있지 않다. 일부 은하들은 무리를 짓고 있으며, 나머지는 우주 공간에 성기게 퍼져 있다. 은하들의 불규칙한 분포는 암흑 물질(우주 전 지역에 거미줄처럼 퍼져 있으며, 눈에 보이지 않음)의 존재를 입증해 주고 있다. 은하는 암흑 물질이 풍부한 영역에서 생겨난다.

## 같이 보기
- 허블 딥 필드
- 허블 울트라 딥 필드
- 남반구 허블 딥 필드